# Partenio (poesia)
Il partenio era un componimento della lirica antica eseguito da un coro di ragazze vergini in onore di qualche divinità.

## Etimologia del nome
Il termine deriva dal greco parthenos che significa vergine.
Infatti questo tipo di canto veniva sempre eseguito da un coro di ragazze vergini, dato che gli antichi greci e latini credevano che in questo caso la divinità a cui era rivolto il canto lo avrebbe maggiormente apprezzato.

## Esempi di partenio
Nulla è sopravvissuto della musica antica. Conosciamo qualche strumento musicale, ma non abbiamo la minima idea del tipo di musiche eseguite con quegli strumenti.
Tuttavia, lo scrittore Tito Livio (Ab urbe condita XXVII, 37), ci racconta di una processione in onore della dea Giunone avvenuta nel 207 a.C. in cui si svolse un partenio ideato dal poeta Livio Andronico.
Il coro delle vergini era composto da ventisette cantanti, divise in tre gruppi di nove e occupava un posto centrale nella processione sacra che si svolgeva lungo le vie di Roma.
La processione si apriva con due giovenche bianche (destinate al sacrificio), seguivano due statue in legno della dea, quindi le ragazze del coro e infine i decemviri con la corona di alloro e la toga pretesta.
Durante una stazione di sosta le ragazze, con in mano una fune, intonarono il loro canto scandendolo con il battito ritmico del piede.
Finita la coreografia, la processione riprese e si concluse con il sacrificio delle vittime e la consegna delle due statue nel tempio della dea di cui si parlava.